# شهرستان ژوشان
شهرستان ژوشان (به لاتین: Zhushan County) یک شهرستان‌های جمهوری خلق چین در چین است که در شییان واقع شده‌است.
 شهرستان ژوشان ۳٬۵۹۰ کیلومتر مربع مساحت و ۴۴۰٬۰۰۰ نفر جمعیت دارد.